# Chancen
Chancen er en dansk kortfilm fra 2014, der er instrueret af Jeremy Weller og Morten Arnfred efter manuskript af dem selv og Lars Bang.

## Handling
En historie om den besværlige kærlighed mellem to unge mennesker i den danske provins. Nicklas arbejder som bartender på et lokalt diskotek og bruger sin fritid på fester med vennerne, sin rustbunke af en bil og jævnlige ture i træningscenteret. På en sen barvagt dukker Katrine, en tidligere veninde af Nicklas afdøde søster, Karoline, igen op i hans liv. Katrine har været i København, men er vendt tilbage til hjembyen Nakskov for at støtte sin mor, der har problemer med Katrines alkoholiserede far. Nicklas er interesseret i Katrine, måske fordi hun minder ham om dengang Karoline endnu var i live, men Katrine afviser i første omgang Nicklas scoringsforsøg.